# Jerry Winholtz
Jerry Elmer Winholtz (Mount Pleasant, 5 agosto 1874 – 16 giugno 1962) è stato un lottatore statunitense.

## Carriera
Partecipò alle gare di lotta dei pesi leggeri e dei pesi welter ai Giochi olimpici di Saint Louis 1904. Nella categoria pesi leggeri fu sconfitto al primo turno da Fred Huseman mentre nella categoria pesi welter vinse la medaglia di bronzo.

## Palmarès
In carriera ha conseguito i seguenti risultati:
- Giochi olimpici

St. Louis 1904: una medaglia di bronzo nella lotta libera categoria pesi welter.